# 二フッ化クリプトン
二フッ化クリプトン（にフッかクリプトン、Krypton difluoride、KrF2）は、最初に発見されたクリプトン化合物である。
揮発性の固体である。
分子構造は直線形で、Kr-F間の距離は188.9pm。強酸と反応してKrF+とKr2F3+カチオンを形成する。

## 合成
二フッ化クリプトンは、放電、光化学、放射線照射、ホットワイヤーそしてプロトン照射を含めたいろいろな方法で合成される。

### 放電
二フッ化クリプトンを合成した最初の方法で、今まで報告された中で唯一のテトラフッ化クリプトンの合成法であった。放電法では、圧力40-60Torr下でフッ素：クリプトン＝1:1～2:1の混合気体にアーク放電することによって合成する。この方法での生成速度は低く、約0.25g/hである。

### 粒子線照射
プロトン照射による二フッ化クリプトンの最大生成速度は約1g/hである。この方法でフッ素とクリプトンの混合気体に照射されるプロトンビームは、10MeVのエネルギーレベル、約133Kの温度で使われる。このような粒子線を用いた方法では、比較的多量の二フッ化クリプトンが短時間で生成する。ただしこの方法を行うには、サイクロトロンのような粒子線の供給源が必要である。

### 光化学
光化学的合成法では紫外光を必要とし、生成速度は理想的状態で1.22g/hである。理想的な波長は303-313nmの範囲である。ここで特記すべきなのは二フッ化クリプトンを作るのに強力で有害な紫外線を使うという点である。強力な波長を避けるために、パイレックスガラス、バイコールガラスまたはクォーツを使うと完全に紫外光を防げるため収量を著しく上げることができる。S. A Kinkead et. alの実験シリーズでの収量は、クォーツ（UVは170nmのカット）では平均158mg/h、バイコール7913（UVは210nmのカット）では平均204mg/h、そしてパイレックス7740（UVは208nmのカット）では平均507mg/hである。この結果より、高エネルギー紫外光を減少させると収量が上がることが分かる。光化学的合成法での理想状態はクリプトンが固体でフッ素が液体である77Kのときである。この方法の大きな問題は液体フッ素の保存と外圧かけたときの放出である。

### ホットワイヤー
ホットワイヤーによる合成法では固体のクリプトンと数センチのホットワイヤーを必要とし、そこにフッ素ガスを通して二フッ化クリプトンを合成する。ワイヤーには大電流を流すため温度は680℃周辺まで達する。これによりフッ素は分裂してラジカルとなり、固体のクリプトンと反応する。理想的な状態下での収量は6g/hである。固体クリプトンとホットワイヤーとの間隔を1cmにして、900℃/cmの温度勾配とするのが理想状態である。この合成法の問題点は、正確な電気量を流さないと危険なことである。

## 結晶構造
二フッ化クリプトンはαとβの2つの結晶構造が可能である。β-KrF2は-80℃以上、α-KrF2はそれ以下の温度で安定的に存在する。α-KrF2の単位構造は正方晶系である。